# Fab
『fab』（ファブ）は、andropの通算12枚目のアルバム。2022年12月14日に発売された。

## 概要
アルバム作品としては、前作『effector』より1年ぶりのリリースとなった。タイトルには〈ものづくり（Fabrication）〉〈楽しい（Fabulous）〉というふたつの意味が込められている。

## 収録曲
1. Neo Tokio Stranger
2. Ravel
3. SummerDay
日本テレビ系『バゲット』8月エンディングテーマ[2]
4. September
5. Tokio Stranger